# Село Андас батыра
Село Андас батыра (каз. Андас батыр, до 2006 г. — Ново-Воскресеновка) — село в Меркенском районе Жамбылской области Казахстана. Административный центр сельского округа Андас батыра. Код КАТО — 315441100.

## Население
В 1999 году население села составляло 4730 человек (2301 мужчина и 2429 женщин). По данным переписи 2009 года в селе проживало 5225 человек (2475 мужчин и 2750 женщин).

## Известные жители и уроженцы
- Смыслин, Василий Петрович (1910 — ?) — Герой Социалистического Труда.